# Maupasia gracilis
Maupasia gracilis är en ringmaskart som först beskrevs av Reibisch 1893. Enligt Catalogue of Life ingår Maupasia gracilis i släktet Maupasia och familjen Lopadorrhynchidae, men enligt Dyntaxa är tillhörigheten istället släktet Maupasia och familjen Lopadorhynchidae. Arten har ej påträffats i Sverige. Inga underarter finns listade i Catalogue of Life.